# Сапатистская армия национального освобождения
Сапатистская армия национального освобождения (САНО, исп. Ejército Zapatista de Liberación Nacional, EZLN), часто называемая сапатистами — леворадикальное движение в самом южном мексиканском штате Чьяпас.
Название движения восходит к имени генерала Эмилиано Сапаты — героя Мексиканской революции 1910—1920 годов. Почти во всех деревнях САНО есть изображения Сапаты, Че Гевары и субкоманданте Маркоса, считавшегося идеологом и спикером движения.
Хотя идеология САНО — это отражение либертарного социализма, во многом похожего на анархизм и либертарный марксизм, САНО отвергло и бросило вызов политической классификации. Социальная опора движения — бедные индейцы-крестьяне. Сапатисты требуют конституционного закрепления прав коренных народов Мексики, выступают против проведения неолиберальных реформ в Латинской Америке, ратификации договора НАФТА, принятия законов, разрешающих куплю-продажу крестьянских общинных земель. 
Поскольку мексиканская армия подавила их восстание 1994 года, САНО воздержалась от применения оружия и приняла новую стратегию, пытаясь заручиться мексиканской и международной поддержкой. С помощью интернет-кампаний САНО успешно распространило по миру информацию о своём бедственном положении и намерениях. Это изменение в тактике принесло САНО большую поддержку от различных НПО. Сапатисты добились документально подтверждённых улучшений в штате Чьяпас в области гендерного равенства и общественного здравоохранения, хотя они по-прежнему не могут установить политическую автономию для своей провинции.

## История
Мы не хотим навязать наши решения силой, мы хотим создать демократическое пространство. Мы не рассматриваем вооружённую борьбу в классическом смысле предыдущих партизанских войн как единственный способ и всемогущую истину, вокруг которой всё организовано. Во время войны всё решает не военное противостояние, а политика, вот что на кону. Мы не шли на войну, чтобы убивать или быть убитыми. Мы шли на войну, чтобы нас услышали.
Субкоманданте Маркос

### 1990-е
17 ноября 1983 года происходит создание Сапатистской армии национального освобождения немногочисленной группой политических активистов из различных организаций, придерживавшихся революционных теорий Че Гевары. Некоторое время спустя САНО установила контакты с самоуправляющимися индейскими общинами, которые обратились к партизанам с просьбой взять на себя функции по их защите от нападений «белых гвардий» латифундистов и обучить их военному делу в обмен на питание и обеспечение товарами первой необходимости. Одним из основателей партизанского очага выступил Фернандо Яньес Муньос, взявший в честь погибшего брата-партизана из разгромленной в 1974 году организации Силы национального освобождения псевдоним Херман, «лицом» САНО стал субкоманданте Маркос, а символом женского крыла организации — команданте Рамона. К 1992 году численность регулярных сил Сапатистской армии вырастает до нескольких тысяч бойцов.

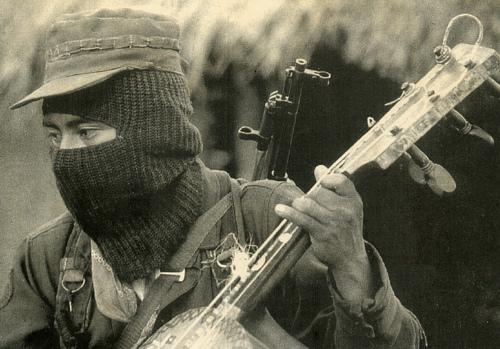
Сапатист играет на гитарроне.

1 января 1994 года в южном, граничащим с Гватемалой штате Чьяпас (который в то время являлся беднейшим штатом Мексики) началось вооружённое восстание, в котором приняли участие до 4 тыс. сапатистов. На начальном этапе повстанцы атаковали семь и заняли не менее четырёх муниципальных центров. Однако уже 2 января в связи с началом наступления правительственных войск сапатисты отошли в труднодоступные районы — юго-восточную часть Нагорного Чьяпаса и западную часть Лакандонской сельвы. Против повстанцев применялась авиация. На улицы Мехико и других городов страны стихийно вышли сотни тысяч людей, требуя от правительства прекращения боевых действий и начала переговоров. По состоянию на 12 января, когда боевые действия были прекращены в связи с началом переговоров, сапатисты контролировали около 20 % территории штата Чьяпас, а общее количество погибших в конфликте составило 140 человек (по другим данным, 145 человек).
В середине февраля 1994 года сапатистами был освобождён бывший губернатор штата Чьяпас, генерал Абсалон Кастельянос Домингес, который был захвачен повстанцами 2 января того же года.
В октябре 1995 года в Мехико правительственными силами был арестован один из руководителей САНО — команданте Херман. Он стал самым высокопоставленным лицом из всех повстанцев САНО, арестованных и захваченных правительственными силами с начала восстания в штате Чьяпас.
Первоначальная цель сапатистов заключалась в разжигании революции по всей Мексике, а так как этого не произошло, они использовали восстание в качестве платформы, чтобы привлечь внимание мировой общественности к их движению против подписания соглашения НАФТА, которое, как считала САНО, увеличило разрыв между богатыми и бедные людьми в штате Чьяпас — последующие события показали, что сапатисты были правы. САНО также призвала к большей демократизации мексиканского правительства, которое было под контролем Институционно-революционной партии (ИРП) в течение 65 лет, и к земельной реформе, предусмотренной Конституцией Мексики 1917 года, но в значительной степени игнорирующейся ИРП.
В течение 1995 года в несколько этапов прошли длительные переговоры с властями. В конечном итоге, САНО и федеральным правительством были подписаны первые «соглашения Сан-Андреса», предполагающие изменение конституции Мексики и признание в ней прав и культуры индейских народов, а также права на автономию и самоуправление индейских общин и населяемых ими территорий. Они так и остались на бумаге, и их существование просто игнорируется нынешними властями.
1 января 1996 года создан Сапатистский фронт национального освобождения — общенациональная гражданская организация, выступающая с теми же требованиями, что и САНО, но легально и без оружия.

### Дальнейшие события
В 1996—2005 годах сапатисты проводят многочисленные «консультации» с гражданским обществом Мексики и ненасильственные акции давления на правительство с целью выполнения договорённостей Сан-Андреса. Сапатистский фронт национального освобождения распущен 23 ноября 2005 года.

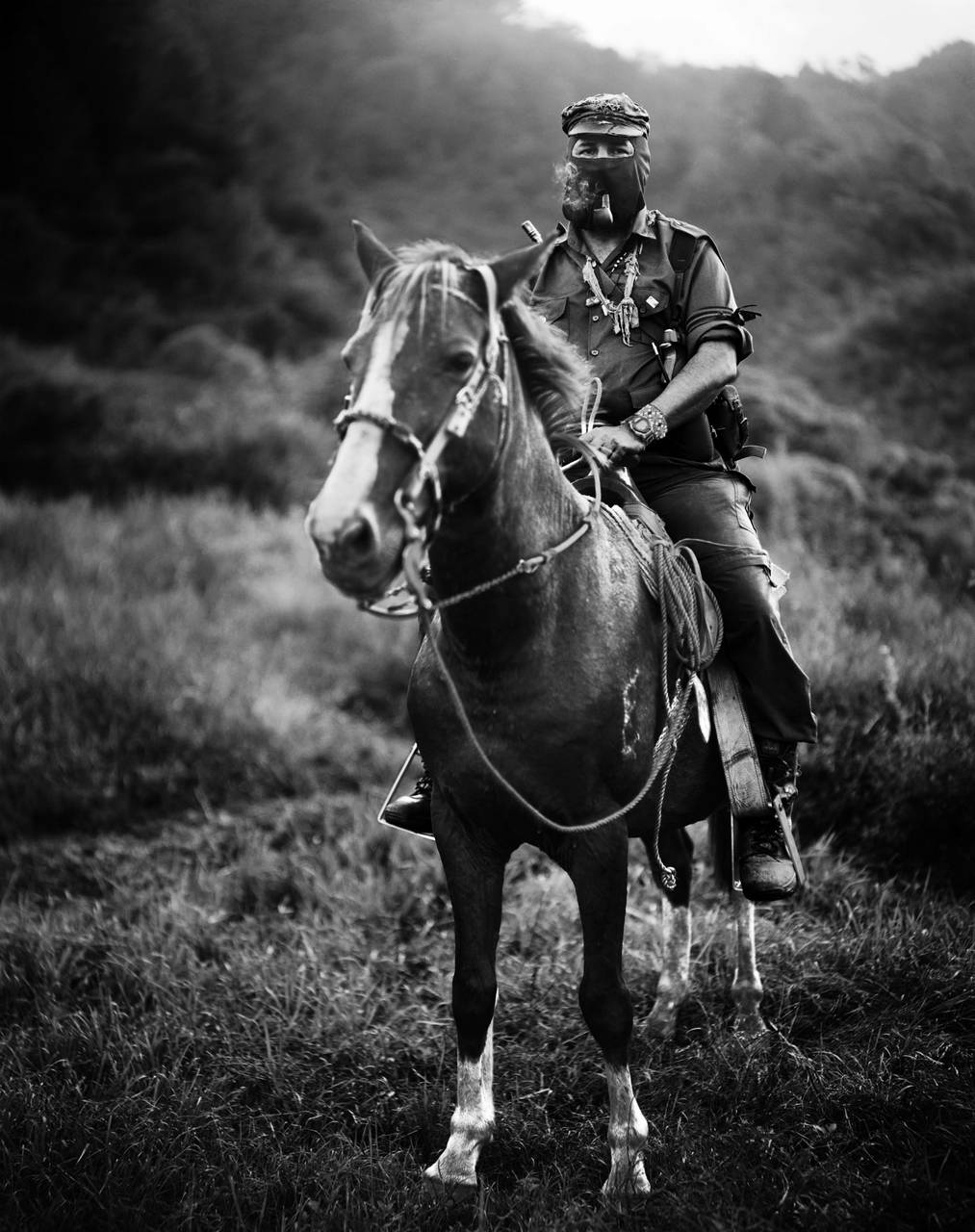
Субкоманданте Маркос, 1996.

В мае 2002 года на свободу вышли три активиста САНО (Rafael López Satis, Gustavo Estrada и Alejandro Méndez) — участники восстания 1994 года, арестованные правительственными силами и приговорённые к 8-летнему тюремному заключению.
Активисты САНО неоднократно выступали против присутствия в Мексике и в штате Чьяпас предпринимателей из США и осуществления ими предпринимательской деятельности. В рамках этой деятельности, в середине декабря 2002 года в штате Чьяпас они инициировали блокаду дорог на ранчо «Эсмеральда» (guest rancho Esmeralda), владельцами которого являлись граждане США (Ellen Jones и Glen Wersch) и которое использовалось в качестве места отдыха для туристов из США. После начала блокады владельцы ранчо перебрались в город, оставив поместье на попечение слуг. 28 февраля 2003 года около 100 жителей селения Нуэво Иерусалим (Nuevo Jerusalem) заняли ранчо, не применяя силы к двум остававшимся здесь слугам, прибывшая на место происшествия полиция им не противодействовала.
28 июня 2005 года сапатисты представили Шестую Декларацию Лакандонской сельвы, объявив Мексике и миру свои устои и мировоззрение. Декларация вновь заявляет о поддержке коренных народов, которые составляют примерно треть населения Чьяпаса, и расширяет это понятие, включая в него «всех эксплуатируемых и обездоленных Мексики». Она также выражает сочувствие САНО к международному движению альтер-глобалистов и предлагает материальную помощь им на Кубе, Боливии, Эквадоре и других странах, с которыми они делают общее дело. Декларация заканчивается призывом ко всем, кто больше уважает человечество, чем деньги, присоединиться к сапатистам в борьбе за социальную справедливость в Мексике и за рубежом. Декларация призывает к альтернативной национальной кампании («Иной Кампании») вместо президентской избирательной кампании. В рамках подготовки к этой кампании, сапатисты пригласили на свою землю более 600 национальных левых организаций, представителей коренных народов и неправительственных организаций для того, чтобы в серии двухнедельных встреч выслушать их претензии по правам человека, встречи завершились на пленарном заседании 16 сентября, в день, когда Мексика празднует свою независимость от Испании. На этой встрече субкоманданте Маркос просил организации официально присоединиться к Шестой Декларации, и подробно рассказал о шестимесячной поездке сапатистов по всему 31 штату Мексики, которая прошла одновременно с избирательной кампанией, начатой в январе 2006 года.
В начале 2006 года был проведён марш сапатистов по всем 32 регионам страны. Акция проводится в рамках «Иной кампании», которая, по мысли сапатистов, должна дать мексиканцам отличную от предложенной официальными партиями альтернативу развития страны.

## Идеология

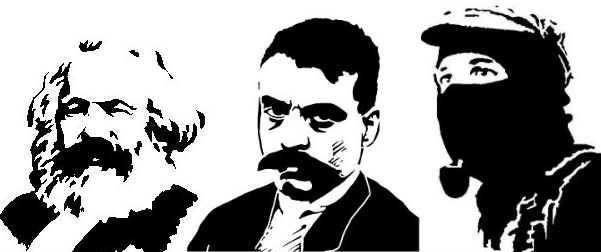
Рисунки Карла Маркса, Эмилиано Сапаты и Субкоманданте Маркоса. На идеях всех их строится идеология неосапатизма.

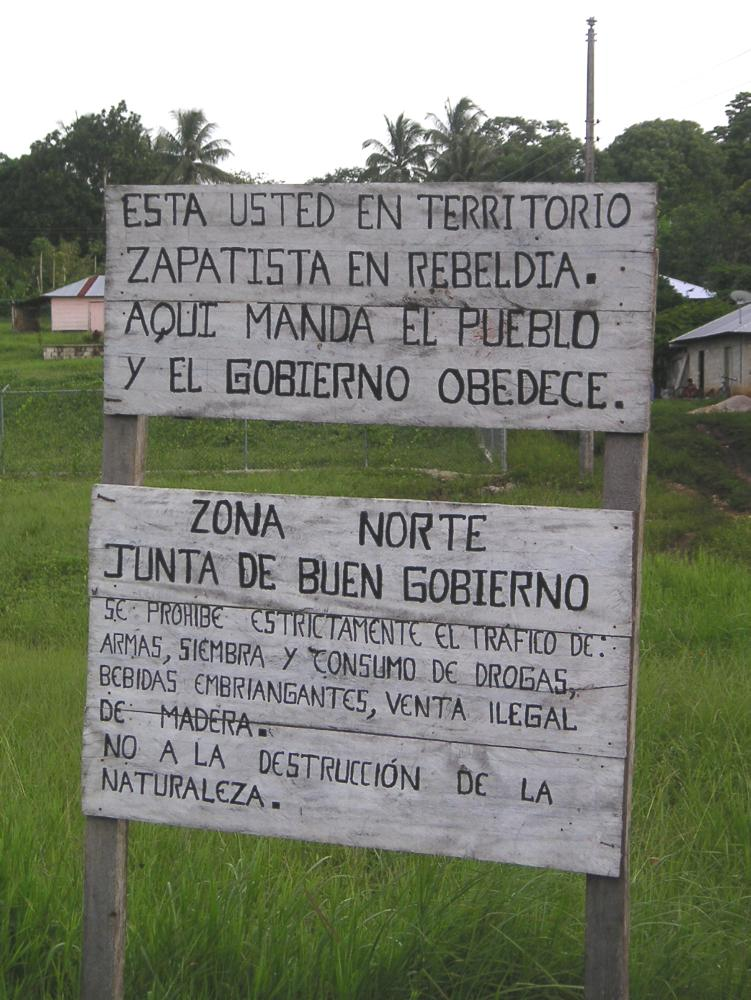
Федеральная трасса 307, Чьяпас. Надпись наверху на испанском: «Вы на непокоренной земле сапатистов. Здесь народ командует, а правительство подчиняется». Надпись внизу: «Северная зона. Совет хорошего правительства. Торговля оружием, выращивание наркотиков, употребление наркотиков, распитие алкоголя и незаконная продажа леса строго запрещены. Нет уничтожению природы».

Идеология сапатистского движения, неосапатизм, объединяет традиционные верования майя с либертарным социализмом, анархизмом и марксизмом. В неосапатизме видно историческое влияние мексиканских анархистов и различных латиноамериканских социалистов, субкоманданте Маркос внес явно марксистский элемент в движение.
Необычным шагом для любой революционной организации стали документы, опубликованные САНО до первого восстания в 1994 году, они прямо определили право народа на сопротивление любым несправедливым действиям САНО. Они также определили право народа:
требовать, чтобы  революционные вооруженные силы не вмешивались в дела гражданского порядка или распоряжение капиталом, связанным с сельским хозяйством, торговлей, финансами и промышленностью, так как это является исключительной прерогативой гражданских властей, избранных свободно и всенародно.
И добавляется, что люди должны «покупать и хранить оружие, чтобы защищать себя, семьи и имущество в соответствии с законом о распоряжении капиталом ферм, торговли, финансов и промышленности против вооруженных нападений революционных сил или правительства».

### Революционное женское право
1 января 1994 года в Первой Декларации Лакадонской сельвы сапатисты представили людям Мексики, правительству и миру Революционное право. Оно включало Революционное женское право, которое гласит:
1. Женщины, независимо от их расы, вероисповедания, цвета кожи или политической принадлежности, имеют право участвовать в революционной борьбе так, как захотят и решат.
2. Женщины имеют право на труд и получение справедливой заработной платы.
3. Женщины имеют право решать, сколько детей они хотят родить.
4. Женщины имеют право на участие в делах общины и занимать должности, если у них нет других обязанностей, и их выбрали демократически.
5. Женщины и их дети имеют право на первую помощь и питание.
6. Женщины имеют право на образование.
7. Женщины имеют право на выбор своего партнера, и право на отказ от брака.
8. Женщины имеют право на свободу от насилия как родственников, так и чужих людей.

### Сапатисты и постколониальный взгляд
Ответ сапатистов на введение НАФТА в 1994 году отражает сдвиг в восприятии, происходящий в обществах, которые испытали последствия колониализма. Так называемый постколониальный взгляд изучает культурные и политические последствия колонизации на некогда колонизированные общества и исследует, как этим обществам удалось преодолеть вековую дискриминацию и маргинализацию потомками колонизаторов. В Мексике, теория постколониального взгляда развивается преимущественно в районах, характеризующихся преобладанием коренного населения и бедности, как в Чьяпасе. За последние двадцать лет Чьяпас стала грозной силой против мексиканского правительства, борясь со строительным насилием, социальным и экономическим упадком, вызванным глобализацией. Восстание сапатистов не только подняло много вопросов о последствиях глобализации и свободной торговли; оно также поставило под сомнение давние идеи, созданные испанской колониальной системой. Постколониализм является антитезой империализму, потому что пытается объяснить, как преодолеть предрассудки и ограничения, созданные колониализмом. Это особенно очевидно в странах с большим социально-экономическим неравенством, где колониальные идеи прочно сидят в сознании потомков колонистов.
Одним из первых примеров, который продемонстрировал грамотное использование сапатистами постколониального взгляда, стала их первая попытка привлечь внимание к их восстанию через такие организации, как Совет по правам человека ООН, Экономический и Социальный Совет. Это стало значительным шагом к просвещению о правах коренных народов и для требований сапатистов, потому что они использовали западный исторически сложившийся канал власти, чтобы показать, как на самом деле мексиканское правительство уважает бедных и изолированных жителей страны. Обращение к ЭСС и другим традиционным западным неправительственным органам позволило сапатистам создать чувство автономии с помощью постколониального взгляда, пересмотреть по-новому себя и как коренного народа и как граждан Мексики.

### Аграризм
Современные сапатисты унаследовали от Эмилиано Сапаты аграристские взгляды. Сапата лично возглавил повстанцев против мексиканского правительства, чтобы перераспределить плантационные земли среди сельскохозяйственных рабочих. Сапата начал с протеста против захвата земель богатыми плантаторами, но его протест не достиг желаемой цели, поэтому он обратился к более жестоким средствам. Причина перераспределения была истинной целью жизни Сапаты, и он часто продолжает символизировать дело аграристов в Мексике даже сегодня.
САНО выдвинула аналогичные аграрные требования, такие как земельная реформа, предусмотренная Конституцией Мексики 1917 года. Например, «Революционный аграрный закон», который является самым длинным и подробным из десяти революционных законов, изданных АННО вместе с Декларацией законов, когда она начала свое восстание, начинается со слов: «Бедные крестьяне в Мексике продолжают требовать, чтобы земля быть для тех, кто этим занимается. АННО восстанавливает справедливую борьбу мексиканской сельской местности за землю и свободу, следуя по стопам Эмилиано Сапаты и выступая против реформ статьи 27 Конституции Мексики».

Субкоманданте Маркос утверждает, что Революционный аграрный закон сапатистов, который был введен после захвата земель, проведенного АННО и теми коренными народами, которые поддержали движение после восстания в январе 1994 года, привел к «… фундаментальным изменениям в жизни Сапатистские коренные общины…», добавив:
…Когда земля стала собственностью крестьян… когда земля перешла в руки тех, кто на ней обрабатывал… [Это было] отправной точкой для прогресса в правительстве, здравоохранении, образовании, жилищном строительстве, питании, участии женщин, торговле, культуре, общение и информация… [это было] возвращение средств производства, в данном случае земли, животных и машин, которые находились в руках крупных собственников».

## Коммуникации
С самого начала САНО ставила на первое место связь с остальной частью Мексики и всем миром. САНО использовала современные технологии, включая сотовые телефоны и Интернет, для создания международной солидарности с сочувствующими людьми и организациями. Хорошо известно, что рэп-рок группа Rage Against the Machine поддерживает САНО, используя красную звезду в качестве фона на своих концертах, и часто рассказывает во время концертов о том, что сейчас происходит с САНО. В результате, небольшие группы активистов нападают на президента Мексики во время его поездок за границу по поводу «ситуации в Чьяпасе». Сапатисты занимают видное место в текстах Rage Against the Machine, а именно в «People of the Sun», «Wind Below», «Zapata’s Blood» и «War Within a Breath».
Одним из наиболее известных сторонников сапатистов является также певец Ману Чао. На своих концертах он использует символику САНО, включает записи выступлений субкоманданте Маркоса.

## Деятельность в 2005—2013
С 3 по 4 мая 2006 года, прошла серия демонстраций против насильственного выселения нелегальных поставщиков цветов из Тескоко ради строительства филиала Walmart. Протесты переросли в насильственные, когда полиция штата и Федеральная превентивная полиция привезли около 5000 агентов в Сан-Сальвадор-Атенко и близлежащие общины. Местная организация Народный фронт защиты земли, которая следует Шестой декларации, позвал на помощь региональные и национальные сочувствующие организации. «Делегат Ноль» и его «Иная кампания» в то время провели первомайские мероприятия в соседнем Мехико и быстро прибыли на место происшествия. Следующие дни отметились насилием, порядка 216 арестами, более 30 изнасилованиями и обвинениями полиции в сексуальном насилии, пятью депортациями, и двумя жертвами: полиция застрелила 14-летнего мальчика Хавьера Кортеса, и 20-летний студент экономического факультета UNAM, Alexis Benhumea скончался утром 7 июня 2006 года, не выходя из комы, вызванной ударом по голове гранатой со слезоточивым газом, выпущенной полицией.
В конце 2006 и начале 2007 года наряду с другими коренными народами Северной и Южной Америки субкоманданте Маркос от имени сапатистов объявил о Межконтинентальной встрече коренных народов. САНО пригласили коренных народов со всей Америки и остального мира на встречу, которая длилась с 11 по 14 октября 2007 года в штате Сонора около города Гуаймас. В Декларации конференции говорится, что именно эту дату выбрали, потому что «515 лет прошло со вторжения на древние земли коренных народов и натиска завоевательной войны, капиталистической порчи и эксплуатации». Команданте Давид сказал в интервью: «Цель этой встречи — познакомиться друг с другом, узнать о боли и страданиях друг друга. Поделиться нашим опытом, потому что каждое племя уникально».

## Известные участники
- Субкоманданте Маркос
- Команданта Рамона
- Субкоманданте Элиса
- Майор Ана Мария

## Новые медиатехнологии и идея сапатистов
Идея сапатистов в использовании тактических СМИ, чтобы привлечь внимание общественности к политике. Используемая как форма политической активности, идея сапатистов — это представление о том, что «главное — это зрелище, которое вы делаете из события в средствах массовой информации, а не само событие». Представление это происходит от способности сапатистов через новые СМИ общаться и создавать всеобщую солидарность в Мексике и во всем мире. Примером использования новых медиа-технологий может послужить Chiapas Media Project.
«Революция в общении серьезно изменила „баланс сил“ от СМИ к аудитории». Это позволило сапатистской идее расцвести, открывая новые каналы и предоставляя мощный форум для политического участия граждан (см. электронная демократия) в беспрецедентных масштабах. «Цифровые, сетевые СМИ позволяют проводить моментальную, разнообразную, двустороннюю связь между пользователями, которые имеют теперь больше контроля и больше выбора», поскольку они становятся одновременно пользователями, производителями и объектами социальных изменений.

## Символика сапатистов
- Флаг: красная «коммунистическая» звезда в центре чёрного «анархического» полотнища.
- Характерные атрибуты сапатистов — чёрные маски и красные шейные платки.